# Záborie
Záborie – wieś (obec) na Słowacji położona w kraju żylińskim, w powiecie Martin. Pierwsze wzmianki o miejscowości pochodzą z roku 1353.
Według danych z dnia 31 grudnia 2010, wieś zamieszkiwało 136 osób, w tym 71 kobiet i 65 mężczyzn.
W 2001 roku rozkład populacji względem narodowości i przynależności etnicznej wyglądał następująco:
- Słowacy – 100,0%

## Położenie
Wieś położona jest na stoku Doliny Sklabińskiej, już na obszarze Kotliny Turczańskiej (a dokładniej w należącej do niej jednostce Sklabinské podhorie

## Historia
Wzmiankowana w poł. XIV w., należała do szlacheckiej rodziny Záborskich. Obok nielicznych przykładów dawnego budownictwa mieszkalnego, zwraca uwagę drewniana, zrębowa dzwonnica z XIX w.

## Postacie związane z miejscowością
We wsi urodził się historyk i kronikarz okresu słowackiego rozbudzenia narodowego w połowie XIX w., Jonaš Záborský (1812–76). Miejsce, w którym stał jego rodzinny dom, upamiętnia dziś skromny pomnik dłuta F. Štefunka z 1958 r.

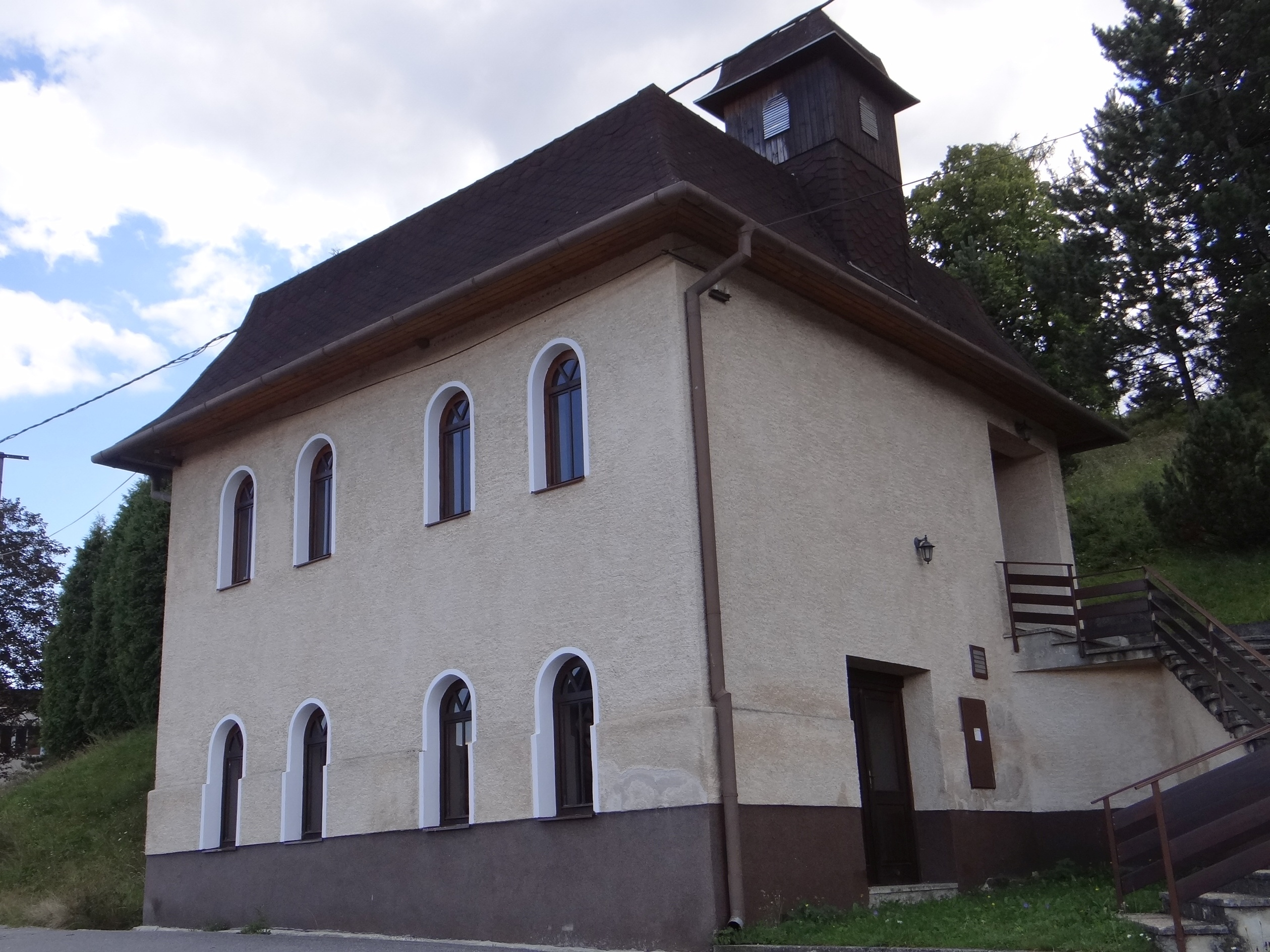
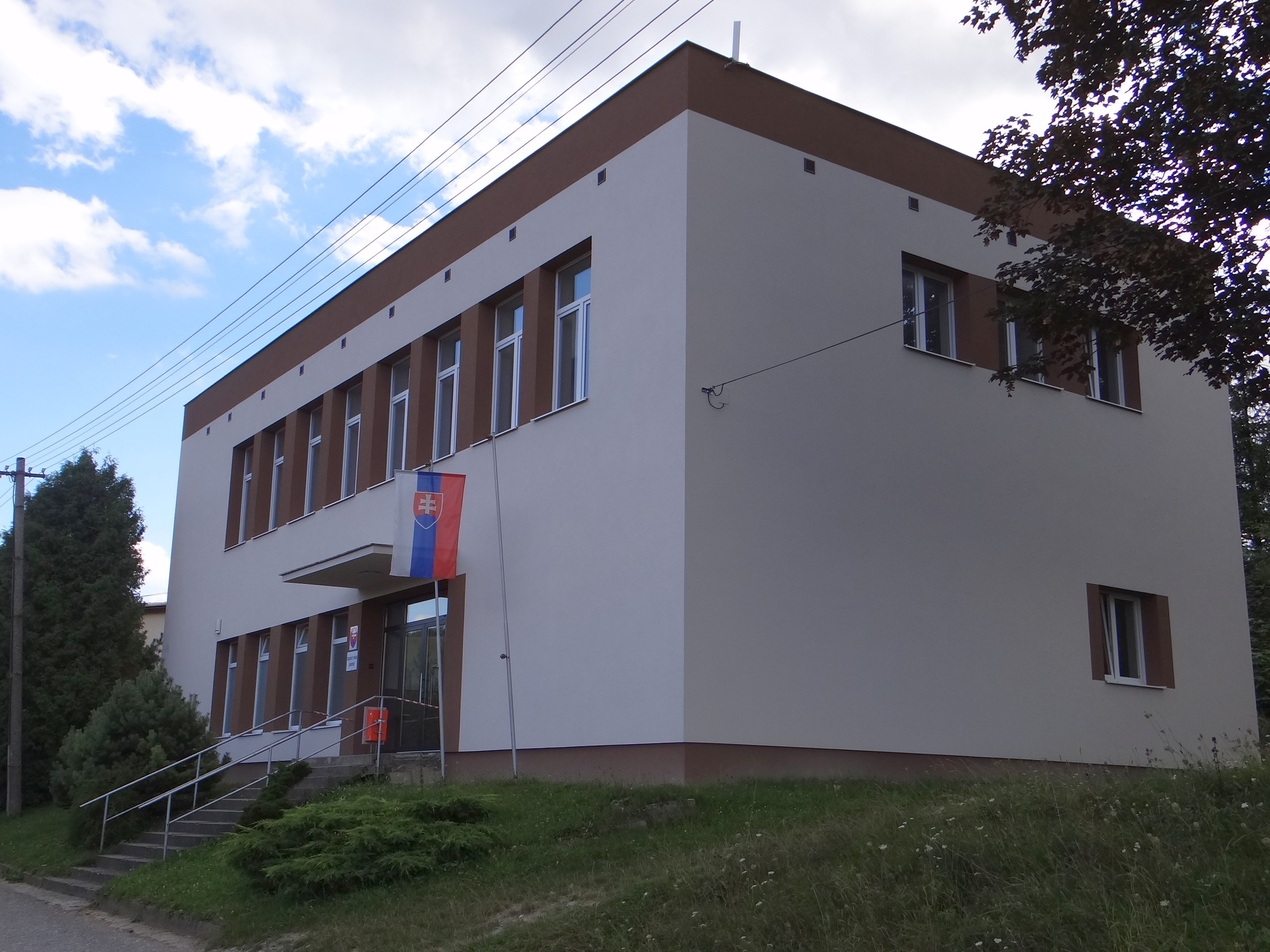
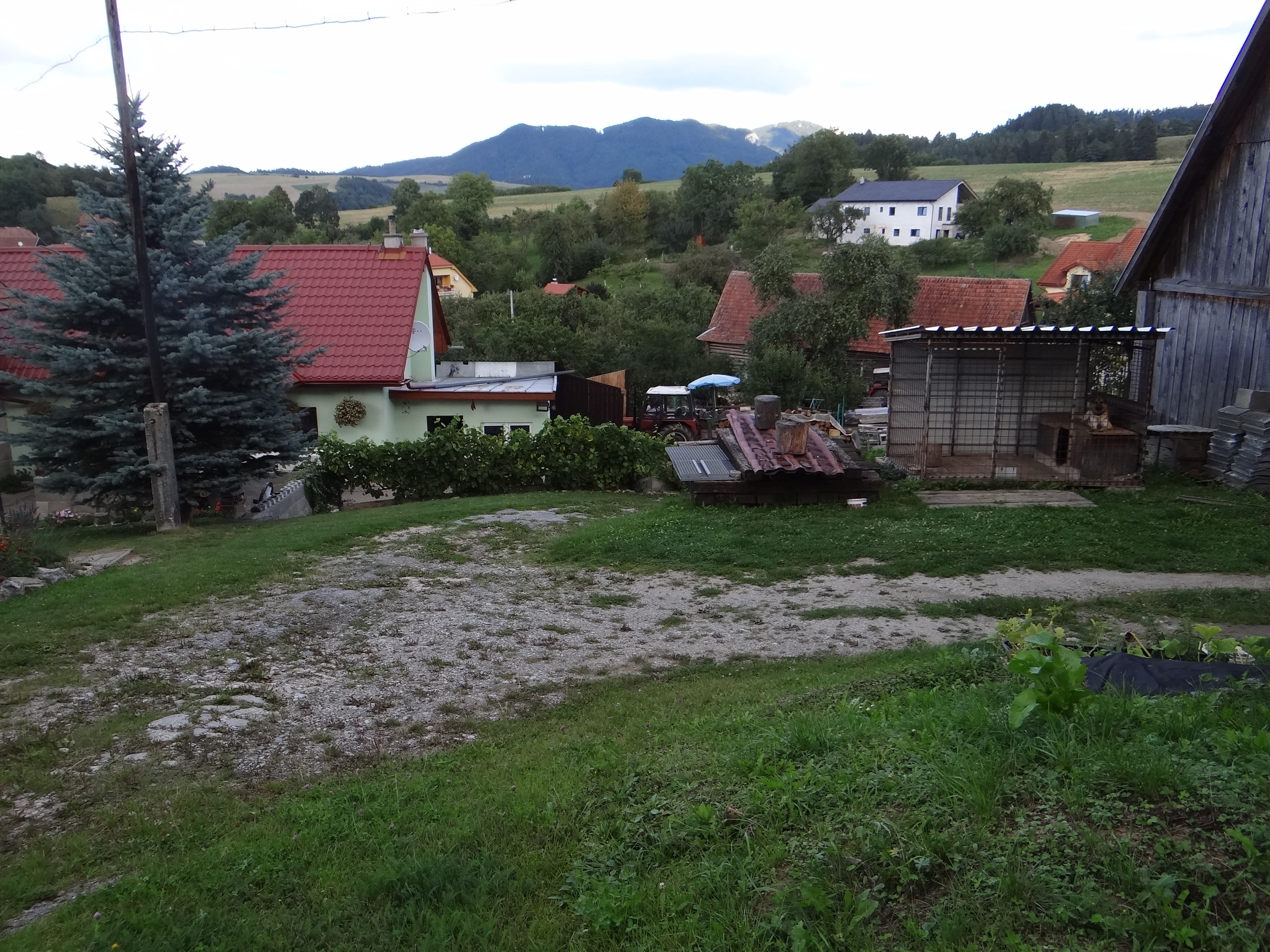
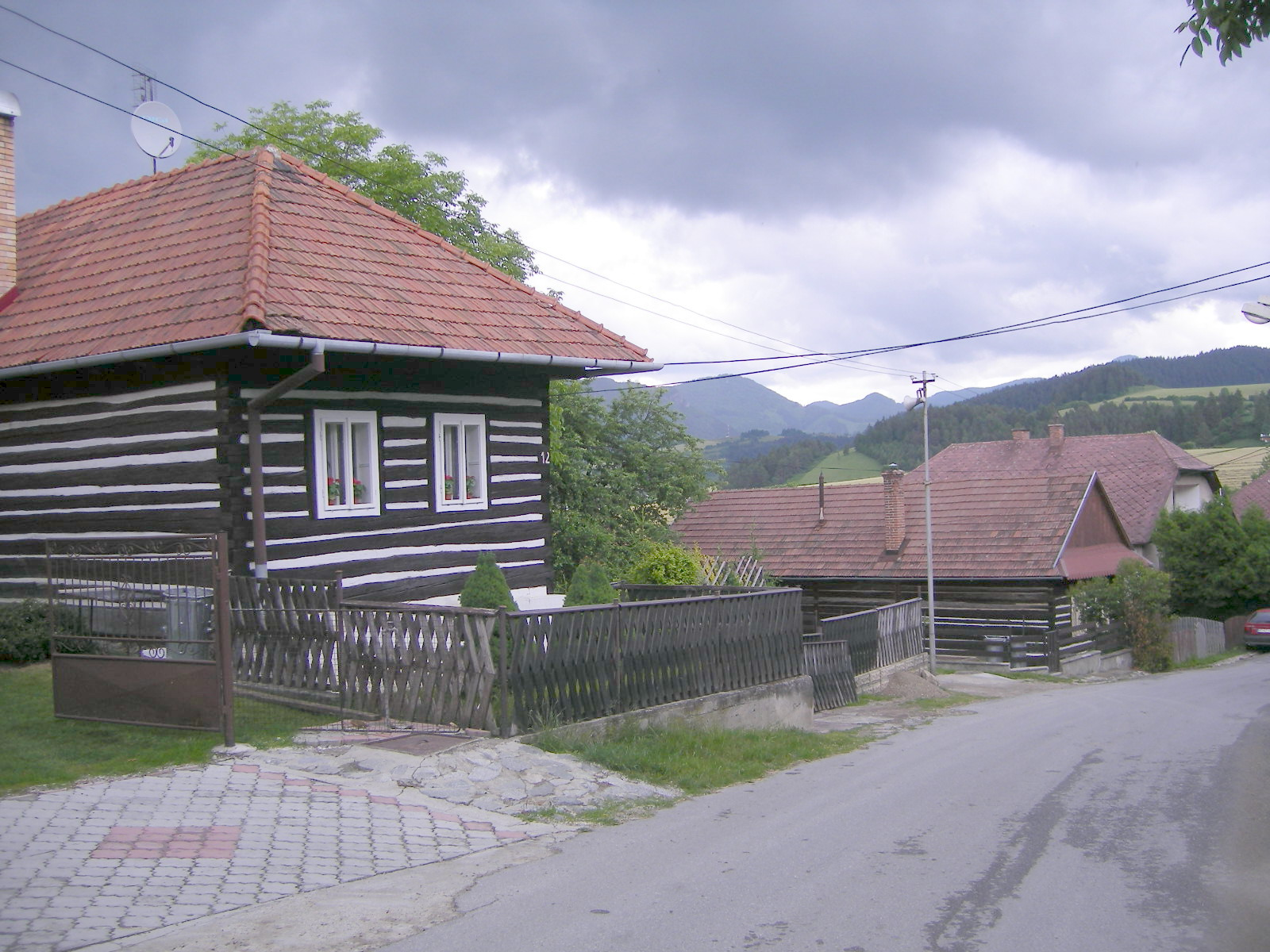